# Стивен Хикс
Стивен Роналд Крег Хикс (19. август 1960) је канадско-амерички филозоф. Предаје на Рокфорд Универзитету (Rockford University) где такође води Одељење за етику и предузетништво.
Хикс је дипломирао са почастима 1981. године те је завршио мастер ниво на Универзитету Гелф (University of Guelph), а постао доктор филозофије 1991 године на Индијана Универзитету у Блумингтону (Indiana University Bloomington). Његова докторска теза је била одбрана foundationalism-а.
Хикс је аутор четири књиге као и документарца. Explaining Postmodernism: Skepticism and Socialism from Rousseau to Foucault тврди да је постмодернизам најлакше разумети као реторичку стратегију интелектуалаца и академика крајње левице на пропаст комунизма и социјализма.
Хиксов документарац из 2006. године Nietzsche and the Nazis је преглед идеолошких и филозофских корена Нацизма, посебно како су Ничеове идеје коришћене и понекад злоупотребљаване од стране Адолфа Хитлера и нациста да оправдају своја веровања и праксе. Овај документарац ће 2010. године бити објављен као књига.
Додатно, Хикс је објавио чланке и есеје о низу тему, укључујући предузентиштво, слобода говора у академији, историја и развој модерне уметности, Ајн Рандов објективизам пословна етика и филозофија едукације, као и серију Јутуб предавања.
Хикс је са Дејвид Келеј-ом (David Kelley) написао књигу критичког размишљања, The Art of Reasoning: Readings for Logical Analysis (W. W. Norton & Co., друго издање, 1998), и Entrepreneurial Living са Jennifer Harrolle (CEEF, 2016).